# Gmina Karlsborg
Gmina Karlsborg (szw. Karlsborgs kommun) – gmina w Szwecji, w regionie Västra Götaland, z siedzibą w Karlsborg.
Pod względem zaludnienia Karlsborg jest 258. gminą w Szwecji. Zamieszkuje ją 6905 osób, z czego 50,18% to kobiety (3465) i 49,82% to mężczyźni (3440). W gminie zameldowanych jest 109 cudzoziemców. Na każdy kilometr kwadratowy przypada 16,92 mieszkańca. Pod względem wielkości gmina zajmuje 199. miejsce.